# Santo Antônio
Santo Antônio là một đô thị thuộc bang Rio Grande do Norte, Brasil. Đô thị này có diện tích 301,052 km², dân số năm 2007 là 20765 người, mật độ 69 người/km².